# Courson-Monteloup
Courson-Monteloup település Franciaországban, Essonne megyében. Lakosainak száma 570 fő (2022. január 1.). Courson-Monteloup Fontenay-lès-Briis, Briis-sous-Forges, Saint-Maurice-Montcouronne és Vaugrigneuse községekkel határos.

## Népesség
A település népességének változása:
| Lakosok száma | 604  | 593  | 590  | 572  | 573  | 577  | 583  | 576  | 570  |
|               | 2013 | 2015 | 2016 | 2017 | 2018 | 2019 | 2020 | 2021 | 2022 |